# José Luis Cuerda
José Luis Cuerda (Albacete, 18 febbraio 1947 – Madrid, 4 febbraio 2020) è stato un regista, attore e produttore cinematografico spagnolo.

## Filmografia

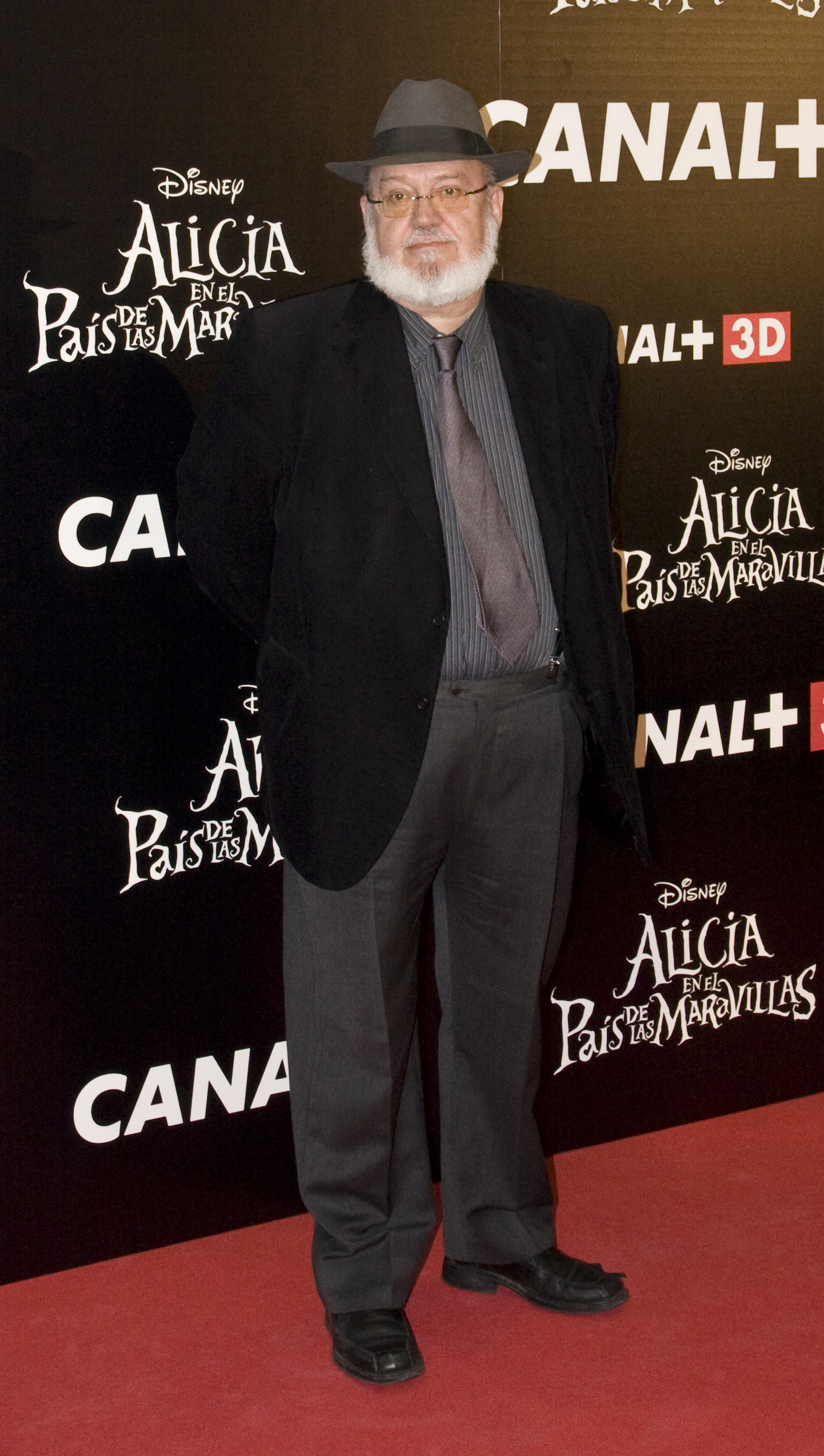
José Luis Cuerda nel 2010

### Regista

#### Cinema
- Pares y nones (1982)
- Il bosco animato (El bosque animado, 1987)
- Svegliati, che non è poco (Amanece, que no es poco, 1988)
- La viuda del capitán Estrada (1991)
- La marrana (1992)
- Tocando fondo (1993)
- Così in cielo come in terra (Así en el cielo como en la tierra, 1995)
- La lengua de las mariposas (1999)
- Primer amor - cortometraggio (2000)
- Por el mar corre la liebre, episodio del film ¡Hay motivo! (2004)
- La educación de las hadas (2006)
- Los girasoles ciegos (2008)
- Todo es silencio (2012)
- Tiempo después (2018)

#### Televisione
- Ultimo gong (Mala racha) - film TV (1977)
- El túnel - film TV (1977)
- Total - film TV (1983)
- Makinavaja - serie TV, 13 episodi (1997)

### Attore
- El hombre de moda, regia di Fernando Méndez-Leite (1980)
- Demasiado para Gálvez, regia di Antonio Gonzalo (1981)
- Il re stupito (El rey pasmado), regia di Imanol Uribe (1991)
- La marrana, regia di José Luis Cuerda (1992)
- Y creó en el nombre del padre, regia di Óscar del Caz - cortometraggio (1993)
- Tesis, regia di Alejandro Amenábar (1996)
- Sidoglio Smithee, regia di Jorge Molina (1998)
- Todo es silencio, regia di José Luis Cuerda (2012)

### Produttore
- The Others, regia di Alejandro Amenábar (2001)

## Riconoscimenti (parziale)
- Fantasporto
  - 1989 - Miglior regista per Il bosco animato
- Festival Internacional de Cinema de Comèdia de Peníscola
  - 1996 - Miglior sceneggiatura a José Luis Cuerda
- Festival internazionale del cinema di San Sebastián
  - 1987 - Premio OCIC - Menzione d'onore per Il bosco animato